# Оптический телеграф

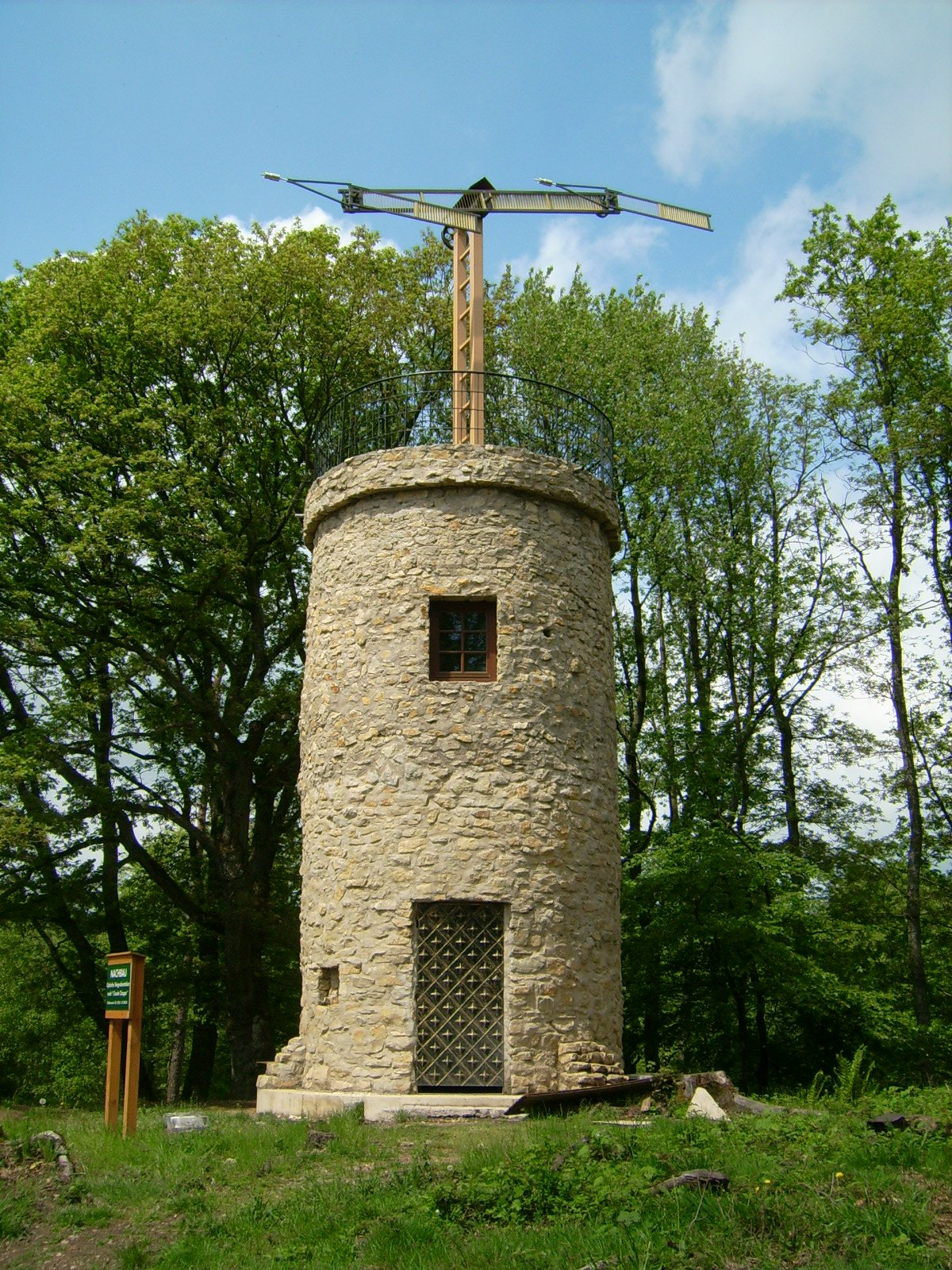
Башня телеграфа Шаппа в Литермонте (Германия)

Оптический телеграф — устройство для передачи информации на дальние расстояния при помощи световых сигналов.

## Первые шаги
Быстрая передача знаков на большие расстояния может осуществляться различными способами. Для этой цели могут применяться и звуковые, и световые сигналы, а также и различные электрические и магнитные действия. Самый древний и вместе с тем и самый распространённый из таких способов во все времена, почти до первой половины XIX века, был световой, или посредством огней и других световых сигналов, или же с помощью особых приборов с подвижными частями, различные взаимные положения которых и должны составлять условные знаки.
Была высказана мысль (Бушредер, в 1725 г.), что вавилонская башня могла служить для оптического телеграфирования. У китайцев для той же цели зажигаются яркие огни на башнях, расположенных вдоль всей Великой Китайской стены. Такой способ передачи известий, посредством огней, применялся и позднее у всех диких народов, в особенности в Африке.

## Гелиограф
В 1778 году для установления сообщений между Парижской и Гринвичской обсерваториями был устроен оптический телеграф, который использовал огни.
В XIX веке в военном деле световой сигнализацией при помощи так называемых гелиографов пользовались весьма часто. Основной частью гелиографа является зеркало, при помощи которого световые лучи могут быть направлены в указанное место, где находится другое такое же зеркало. Условные знаки образуются короткими поворотами зеркал в ту или другую стороны. При благоприятных условиях погоды такие знаки могут передаваться на расстояние до 65 км. Ночью, при лунном свете, такое расстояние сокращается до 15 км, а при освещении лампами и до 5 км.
Простота устройства и установки, лёгкость, дешевизна — вот особенности зеркальных гелиографов, которые делали их вполне пригодными для военных целей. Применялись в армии и преимущественно на военных судах и более сложные сигнальные аппараты с сильным электрическим светом — прожекторы. Для направления лучей вольтовой дуги параллельным пучком в них пользовались и отражением (сферическими или параболическими зеркалами), и преломлением света (различного вида стеклянными линзами). В усовершенствовании прожекторов принимали участие Манжен (Mangin), Соттэ-Лёмонье (Sautter-Lemonier), Чиколев, Сименс (Siemens u. Galske) и в особенности Шукерт (Schuckert).

## Телеграф Гука
В оптических телеграфах другого рода условные знаки передавались не с помощью световых источников и их лучей, посылаемых с одного места в другое, а посредством особых механизмов с некоторыми подвижными частями в виде линеек или кругов, видимых с дальнего расстояния. Первым изобретателем такого рода оптического телеграфа нужно признать известного английского учёного Гука. Хотя о возможности такого способа передачи знаков уже заявлялось в литературе и раньше, но Гук не только придумал, но и устроил сигнальный аппарат, который был им показан в Royal Society в 1684 г. Затем француз Амонтон (Amonton) в 1702 г. устроил оптический телеграф с подвижными планками, который он показывал в действии при дворе.

## Семафор братьев Шапп

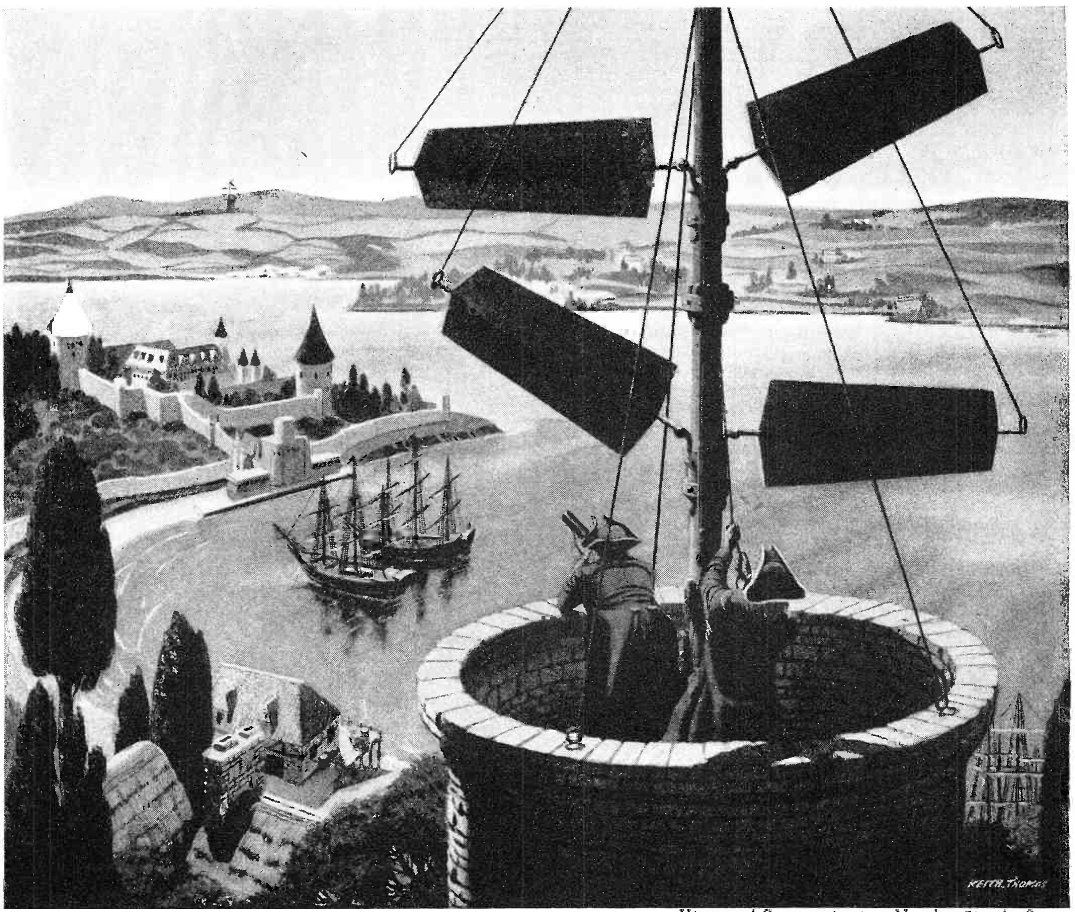
Семафор братьев Шапп на службе армии Наполеона

Семафорные коды системы братьев Шапп для передачи букв и цифр

Но только французским братьям Шапп (Chappe) удалось изобрести (1780) вполне практичный прибор и добиться его действительного применения в широких масштабах. Прибор представлен был ими в 1792 г. национальному конвенту под названием семафора (носителя знаков). Первая линия их системы была устроена в 1794 г. из Парижа в Лилль и первое извещение на ней было получено Карно о взятии французами в тот же день утром (1 сентября) города Конде у австрийцев. На протяжении 225 км были устроены 22 станции, то есть башни с шестами и подвижными планками. Для передачи одного знака требовалось при этом 2 мин. Вскоре построены были и другие линии, и система братьев Шапп получила широкое распространение. От Парижа до Бреста депеша передавалась в 7 мин., от Берлина до Кёльна — в 10 мин. Три подвижные планки такой системы могли принимать 196 различных относительных положений и изображать таким образом столько же отдельных знаков, букв и слов, наблюдаемых при помощи зрительных труб.
Несмотря на недостатки оптической телеграфии, заключающиеся главным образом в зависимости от погоды, её активно использовали почти до середины XIX века, в России — до начала 1860-х годов. Своими блестящими победами Наполеон I немало обязан оптическому телеграфу, с помощью которого он имел возможность быстро передавать свои распоряжения на большие расстояния.
Первая в Европе международная линия оптического телеграфа была построена в 1798 в Испании А. Бетанкуром (соединяла Кадис и Мадрид). Бетанкур использовал собственную систему оптической связи, признанную позднее лучшей в Европе.

## Оптический телеграф в России

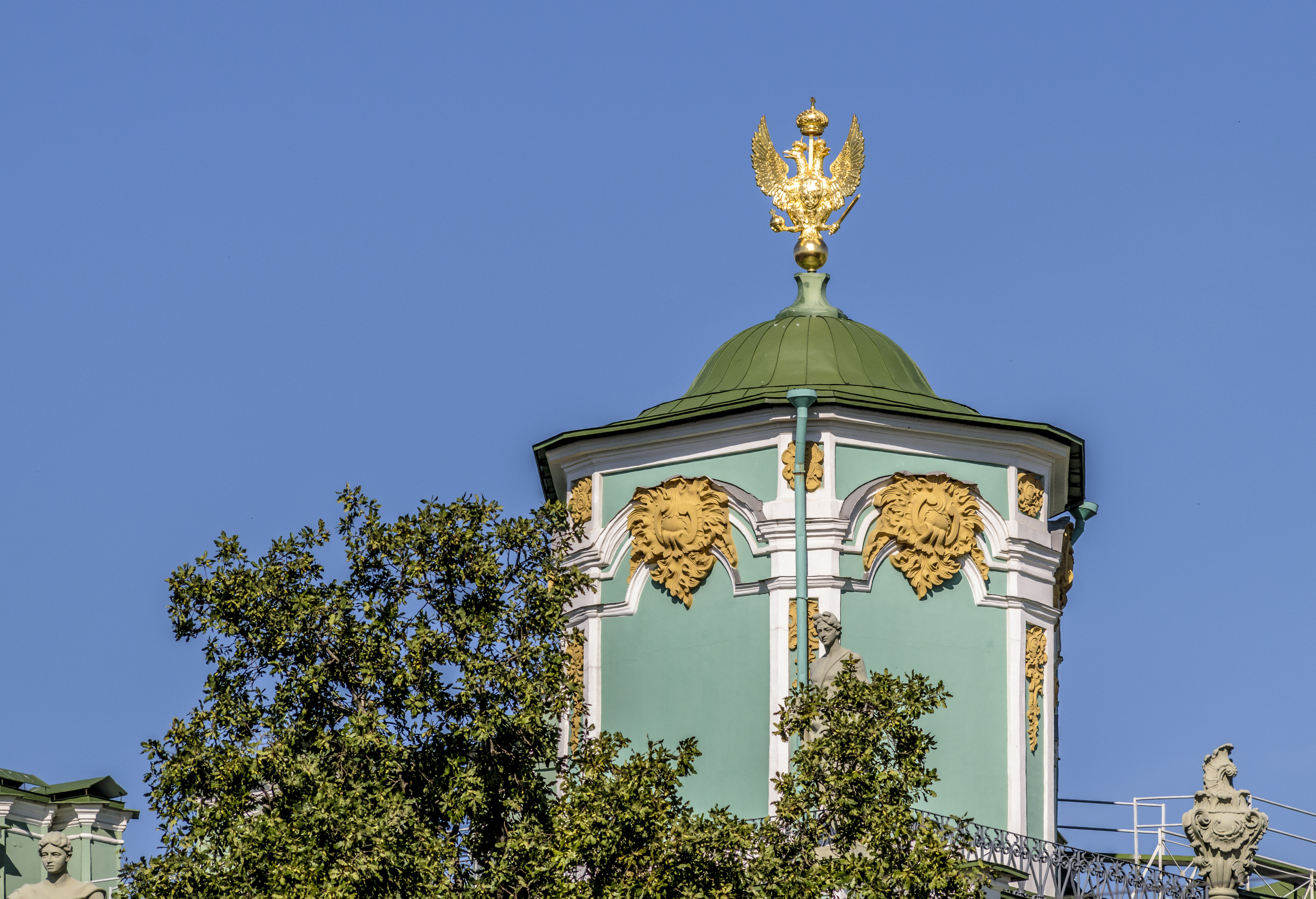
Башня оптического телеграфа на Зимнем дворце

В Российской империи И. П. Кулибиным в 1794 году была изобретена и построена «дальнеизвещающая машина», представлявшая собой оптический семафор, в котором он, помимо зеркал, использовал изобретённый им фонарь с отражающим зеркалом. Это позволяло строить промежуточные станции на больших расстояниях и использовать телеграф и днём, и ночью, и даже в небольшой туман. Рама семафора Кулибиным была использована Т-образная, французская, но им был придуман остроумный приводной механизм, двигавший раму, и новый упрощенный код. Кулибинский код сводился в таблицу, с помощью которой ускорялись передача и расшифровка сигналов. Изобретение Кулибина произвело эффект, однако денег на постройку линии телеграфа в Академии наук «не нашлось». После демонстрации «дальнеизвещающая машина» Кулибина была сдана на хранение в Кунсткамеру.

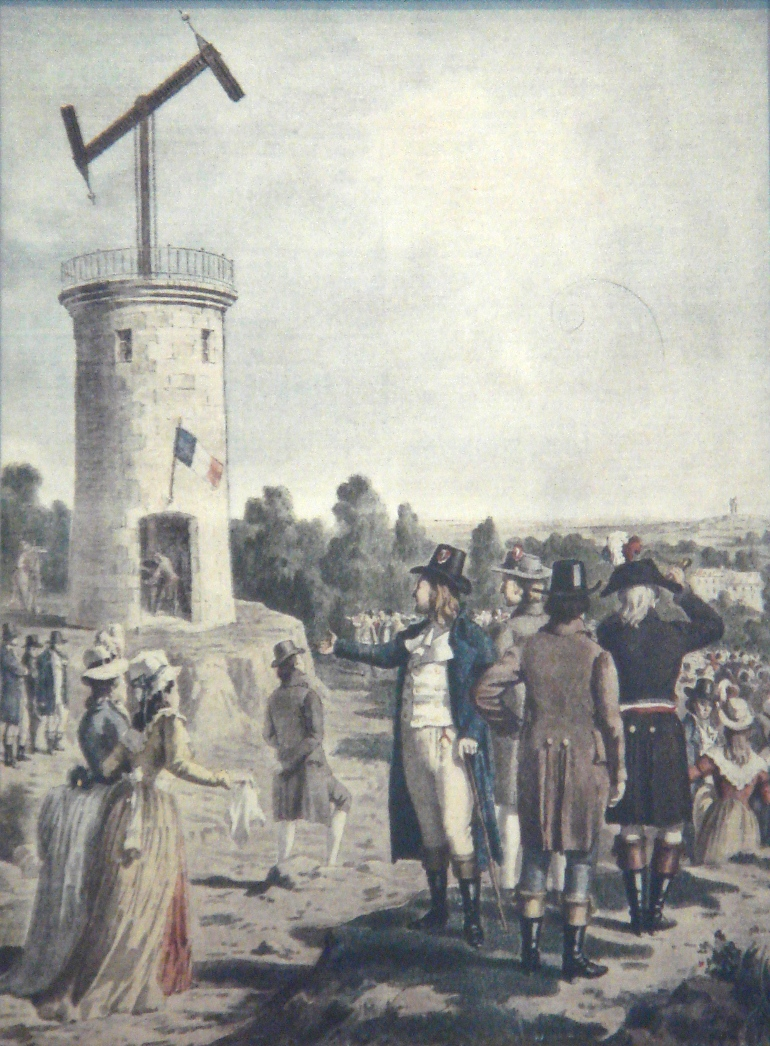
Демонстрация работы телеграфа

Первая в России линия оптического телеграфа была открыта в 1808 году на боровицких порогах Вышневолоцкой водной системы. В 1824 году была сооружена линия между Петербургом и Шлиссельбургом, по которой передавались сведения о судоходстве на Неве и Ладожском озере. За основу была взята система Бетанкура, получившая к тому времени повсеместное распространение.
Развитие оптической связи в Петербурге шло очень медленно: лишь в 1833 году была открыта вторая линия Петербург — Кронштадт, которая шла через Стрельну и Ораниенбаум; к 1835 к этой линии прибавились ещё две: Петербург — Царское Село и Петербург — Гатчина. В книге «Россия в 1839 году» маркиз де Кюстин при описании рабочего кабинета Николая I в петергофском Коттедже замечает:
Император может отдавать приказы своему флоту, не выходя из кабинета. Для этой цели имеется зрительная труба, рупор и небольшой телеграф, приводимый в действие императором собственноручно.
В том же 1839 году было начато сооружение последней в России линии Петербург — Варшава (через Псков, Динабург, Вильно). Линия была самой протяжённой в мире, длина её составляла 1200 км; было построено 149 промежуточных станций с высотой башни от 15 до 17 метров каждая. В системе использовались отражающие зеркала и светильники. Линию обслуживало 1908 человек. Передача 45 условных сигналов из Петербурга в Варшаву при ясной погоде занимала 22 минуты. Начальная станция располагалась в «телеграфическом обсервационном домике» — угловой шестигранной башенке над фронтоном Зимнего дворца (со стороны Адмиралтейства; сохранился). «Домик» с 1833 обслуживал также линии с Царским Селом, Гатчиной и Кронштадтом. В Петербурге промежуточные станции оптического телеграфа располагались также на башне здания Городской думы (Невский проспект, 33/1), из-за чего одно время горожане называли башню Телеграфной; на башне Технологического института на Царскосельском проспекте; на здании Чесменской военной богадельни на Московском шоссе, близ деревень Каменка, Перелисино, Новая (на Мызиной горе), близ слободы Пулково, в Гатчине на одной из башен Гатчинского дворца, в Царском Селе.
Линией оптического телеграфа могли пользоваться простые граждане. Можно было послать «оптическую» телеграмму в Гатчину или Вильно — их принимали в «телеграфическом домике», в башне Городской думы. Но стоило это довольно дорого, и популярности у горожан такой вид связи не получил. К тому же он сильно зависел от погоды.

## Перерождение
Оптический телеграф утерял свою актуальность в начале 1850-х, с внедрением электрического телеграфа.
В России уже в 1852 году была построена линия электрического телеграфа между Петербургом и Москвой, хотя линия оптического телеграфа Петербург — Варшава ещё некоторое время продолжала действовать. В 1854 году российский оптический телеграф прекратил существование. Многие семафоры оптического телеграфа, слегка переделанные, использовались позже как пожарные каланчи для подачи сигналов пожарной тревоги. Один из таких семафоров сохранился на башне здания Городской думы в Санкт-Петербурге. Роль пожарной каланчи башня исполняла с 1835. Для оптического семафора с 1839 по 1854 использовалась пожарная мачта. С 1855 в течение более чем полувека на мачте вновь поднимались только разноцветные шары — условные пожарные сигналы.
Вытесненный с ведущей роли в мировой системе связи, оптический телеграф неожиданно оказался востребованным на флоте. В конце XIX — начале XX века, с появлением автономных электростанций, в оптическом семафоре стали использоваться электрические светильники, что дало возможность разработать световую азбуку. Оптический семафор на флоте был одним из самых простых аварийных видов связи между судами. Используется ручной светильник с рукояткой пистолетного типа, при нажатии на спусковой крючок цилиндрическая подпружиненная шторка открывает лампу накаливания. Используется на кораблях и по сей день сигнальный прожектор и клотиковые огни.
Оптический семафор в конце XIX века стали использовать и на железной дороге. Железнодорожная семафорная азбука поначалу не отличалась особой сложностью, однако с годами необходимость в ней увеличивалась и привела к разработке собственной системы условных световых сигналов.
С развитием автомобильного движения появилась упрощенная разновидность оптического семафора — светофор.

## Культурное влияние

### В литературе
В фильме «Хоббит: Битва пяти воинств» антагонист Азог использует подобие семафора братьев Шапп для управления войском.
Во многих книгах серии «Плоский мир» английского писателя Терри Пратчетта («Пятый элефант», «Ночная стража», «Шмяк!», «Правда», «Пехотная баллада», «Держи марку!») используются семафорные башни, действующие по тому же принципу, что и Семафор братьев Шапп.
В романе Александра Дюма (отца) «Граф Монте-Кристо» (1846) главный герой подкупил служащего одной из семафорных башен для отправки сообщения о вторжении дона Карлоса в Испанию.
Также семафорные башни являются основным средством связи в романе «Павана» (1968) английского писателя Кита Робертса, чему посвящена вторая глава под названием «Семафорщик».

### В географии
Башни оптического телеграфа предпочитали возводить на возвышенностях (англ. telegraph hills "телеграфные холмы"), и некоторые из них в США и странах Содружества по-прежнему называются «Telegraph Hill» (Телеграфный холм). В частности такое название имеет один из районов Сан-Франциско.